# Zanthoxylum brachyacanthum
Zanthoxylum brachyacanthum är en vinruteväxtart som beskrevs av Ferdinand von Mueller. Zanthoxylum brachyacanthum ingår i släktet Zanthoxylum och familjen vinruteväxter. Inga underarter finns listade i Catalogue of Life.